# Openbare Diensten Internationaal
Openbare Diensten Internationaal, in het Engels Public Services International, (PSI), is een internationale koepelorganisatie van 650 vakbonden en vakcentrales die de belangen van werknemers in de openbare diensten in 148 landen behartigt. De organisatie is opgericht in 1907 en haar hoofdzetel is gelegen in Ferney-Voltaire. Voorzitter is David Prentis.